# Pujirahayu
Pujirahayu is een bestuurslaag in het regentschap Lampung Selatan van de provincie Lampung, Indonesië. Pujirahayu telt 1366 inwoners (volkstelling 2010).